# Desa Kalirejo (administrativ by i Indonesien, Jawa Tengah, lat -7,56, long 109,59)
Desa Kalirejo är en administrativ by i Indonesien.   Den ligger i provinsen Jawa Tengah, i den västra delen av landet, 300 km öster om huvudstaden Jakarta.